# Pistoia
Pistoia ist die Hauptstadt der toskanischen Provinz Pistoia in Italien. Sie hat 89.054 Einwohner (Stand 31. Dezember 2023) und liegt etwa 35 km nordwestlich von Florenz am Fluss Ombrone Pistoiese. Pistoia ist eine Industriestadt, die für Metallerzeugnisse und die größte Dichte an Baumschulen in Europa bekannt ist. Das (römisch-katholische) Bistum Pistoia mit Sitz in der Stadt geht bis auf das 3. Jahrhundert zurück.

## Geschichte
Unter dem Namen Pistorium wurde im 2. Jahrhundert vor Christus ein römisches Oppidum gegründet, das vor allem der Versorgung der Truppen diente, die im Kampf gegen die Ligurer standen. Die Stadt wird auch von Sallust erwähnt: Er berichtet von der Schlacht bei Pistoria im Jahr 62 v. Chr., in der der Verschwörer Catilina umkam (De coniuratione Catilinae). 406 wurde Pistorium von den Westgoten zerstört. Nach dem Wiederaufbau kam die Stadt unter byzantinische Oberherrschaft. Im 8. Jahrhundert erlebte sie eine kurze Blüte unter den Langobarden.
Im 12. Jahrhundert war Pistoia eine unabhängige Comune mit lebhafter Wirtschaft und schneller urbaner Ausdehnung. Die zweite Stadtmauer wurde in dieser Zeit errichtet. Diese vervierfachte die ummauerte Stadtfläche gegenüber der ersten Mauer aus dem 7. bis 8. Jahrhundert. Die Entwicklung der Stadt wurde dann jedoch durch die inneren Kämpfe zwischen Ghibellinen und Guelfen und die Rivalität der benachbarten Städte Florenz und Lucca behindert. Das 14. Jahrhundert war so durch viele Kriege geprägt, in denen Pistoia schließlich der florentinischen Macht unterlag. Die inneren Fehden wurden dadurch nicht beendet, und auch im 15. Jahrhundert hielten die Kämpfe zwischen den Familien der Panciatichi und der Cancellieri an. Mit der Gründung des Großherzogtums Toskana wurde Pistoia 1530 endgültig Teil der mediceischen Machtsphäre. Cosimo I. de’ Medici ließ die dritte Stadtmauer errichten, die noch heute existiert. In der frühen Neuzeit war Pistoia politisch unbedeutend. Zu verzeichnen ist lediglich die Wahl des Pistoiesen Giulio Rospigliosi zum Papst Clemens IX. im Jahr 1667.
Mitte des 19. Jahrhunderts begann Pistoia wieder zu wachsen und dehnte sich über die dritte Stadtmauer hinaus aus. 1927 wurde Pistoia von Benito Mussolini zur Hauptstadt der gleichnamigen Provinz erhoben.
Am 8. August 1998 wurde der Asteroid (8051) Pistoria nach der Stadt benannt.
2017 war Pistoia die Capitale Italiana della Cultura, Italiens Kulturhauptstadt.

## Sehenswürdigkeiten und Veranstaltungen
Das Stadtzentrum bietet bedeutsame historische Bauwerke:
- der Domplatz
- die Kathedrale San Zeno (Dom) mit dem ehemaligen Bischofspalast (erstmals erwähnt 1091, heutige Fassade 1150–1220) an der Piazza del Duomo (Museum)
- Palazzo del Cumune mit dem Stadtmuseum an der Piazza del Duomo
- die Kirche der Madonna der Demut (Basilica della Madonna dell’Umiltà) mit der drittgrößten Kuppel Italiens
- die Kirche Sant’Andrea mit der Kanzel von Giovanni Pisano
- das Baptisterium (Battistero) am Domplatz, 1359 durch Cellino di Nese nach den Plänen von Andrea Pisano vollendet
- das Städtische Museum (Museo Civico) im Palazzo Comunale (Bauzeit 1294–1385)
- Ospedale del Ceppo (Krankenhaus) – Vorhalle mit Keramikbildfriesen und -tondi u. a. von Giovanni della Robbia
- ein jährliches Blues-Festival Anfang Juli mit Künstlern wie B. B. King, Jerry Lee Lewis oder Chuck Berry, Konzerte auf dem Domplatz
- der Skulpturenpark Villa Celle

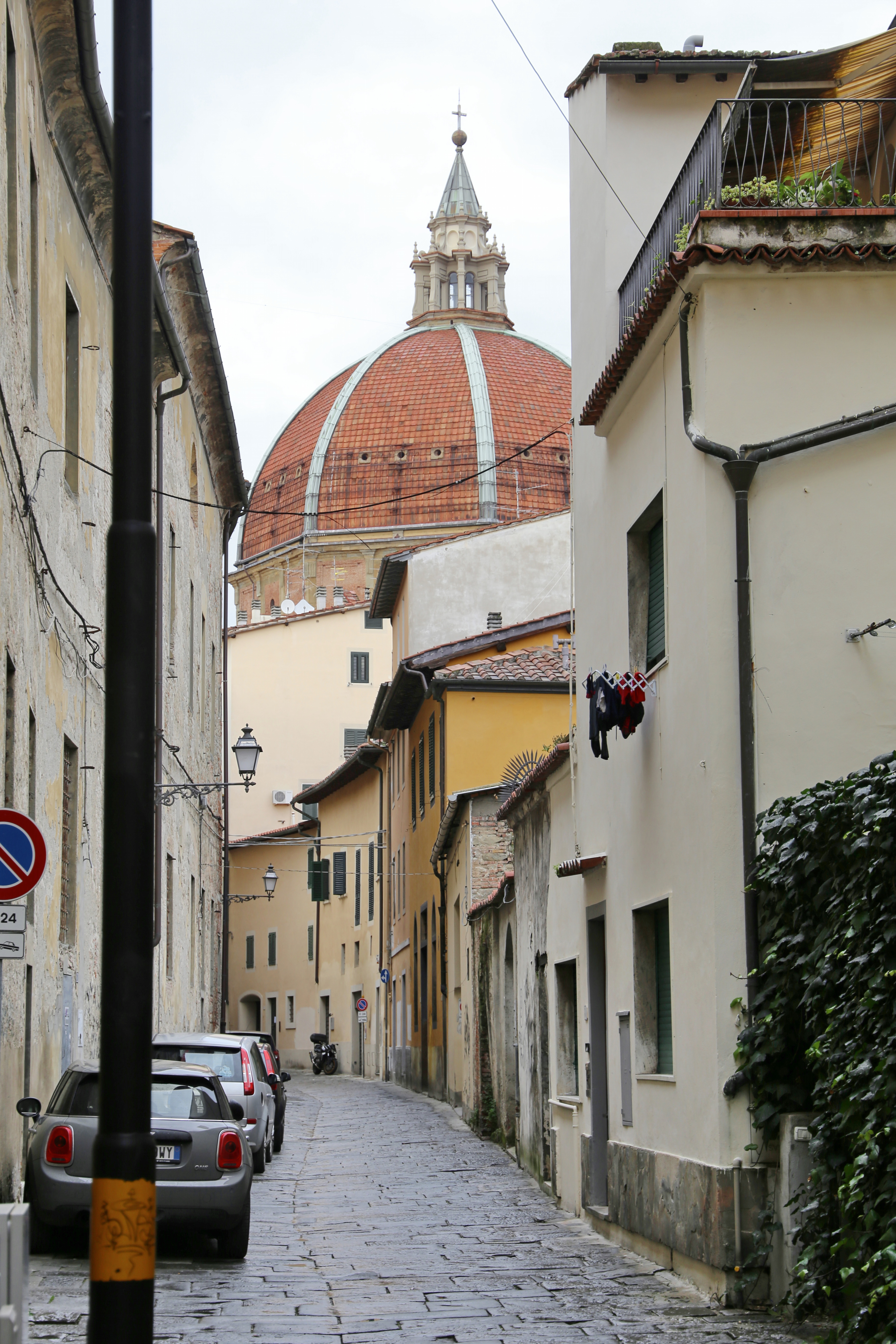
Kuppel der Basilica della Madonna dell’Umiltà
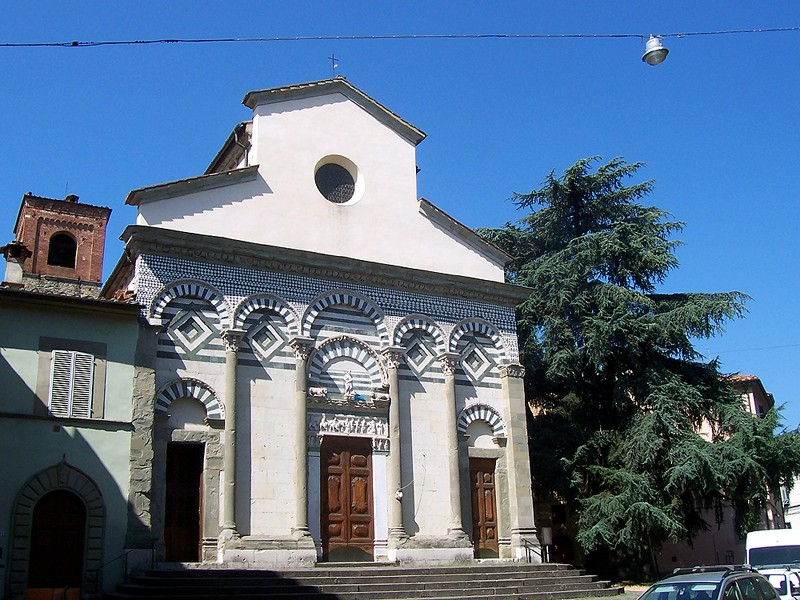
Kirche Sant’Andrea
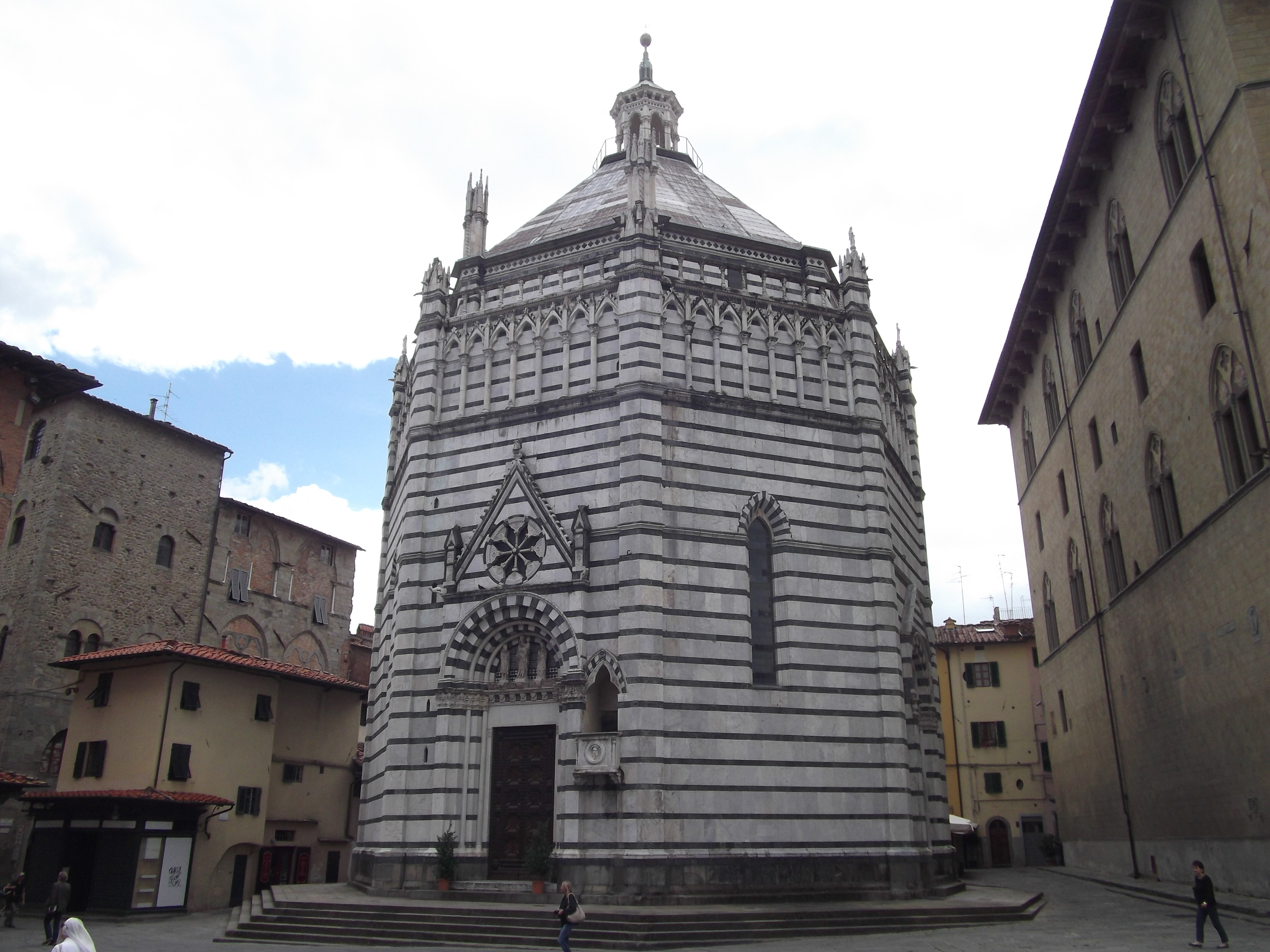
Baptisterium am Domplatz
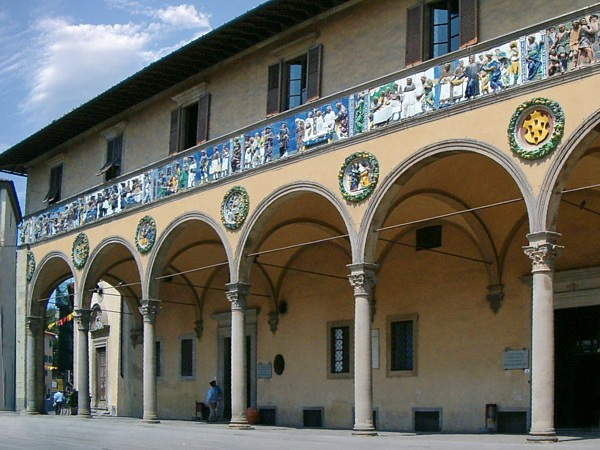
Ospedale del Ceppo
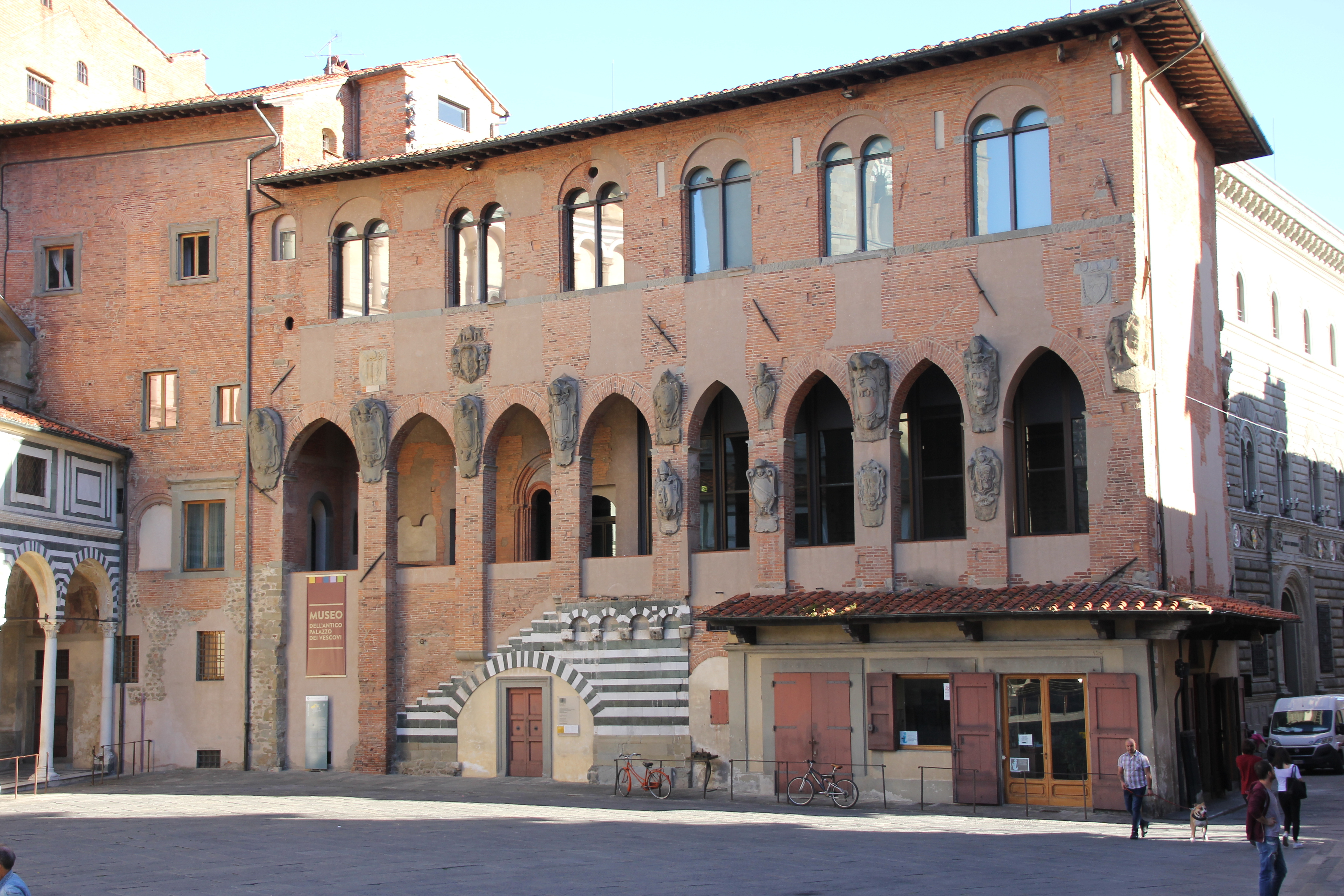
Bischofspalast
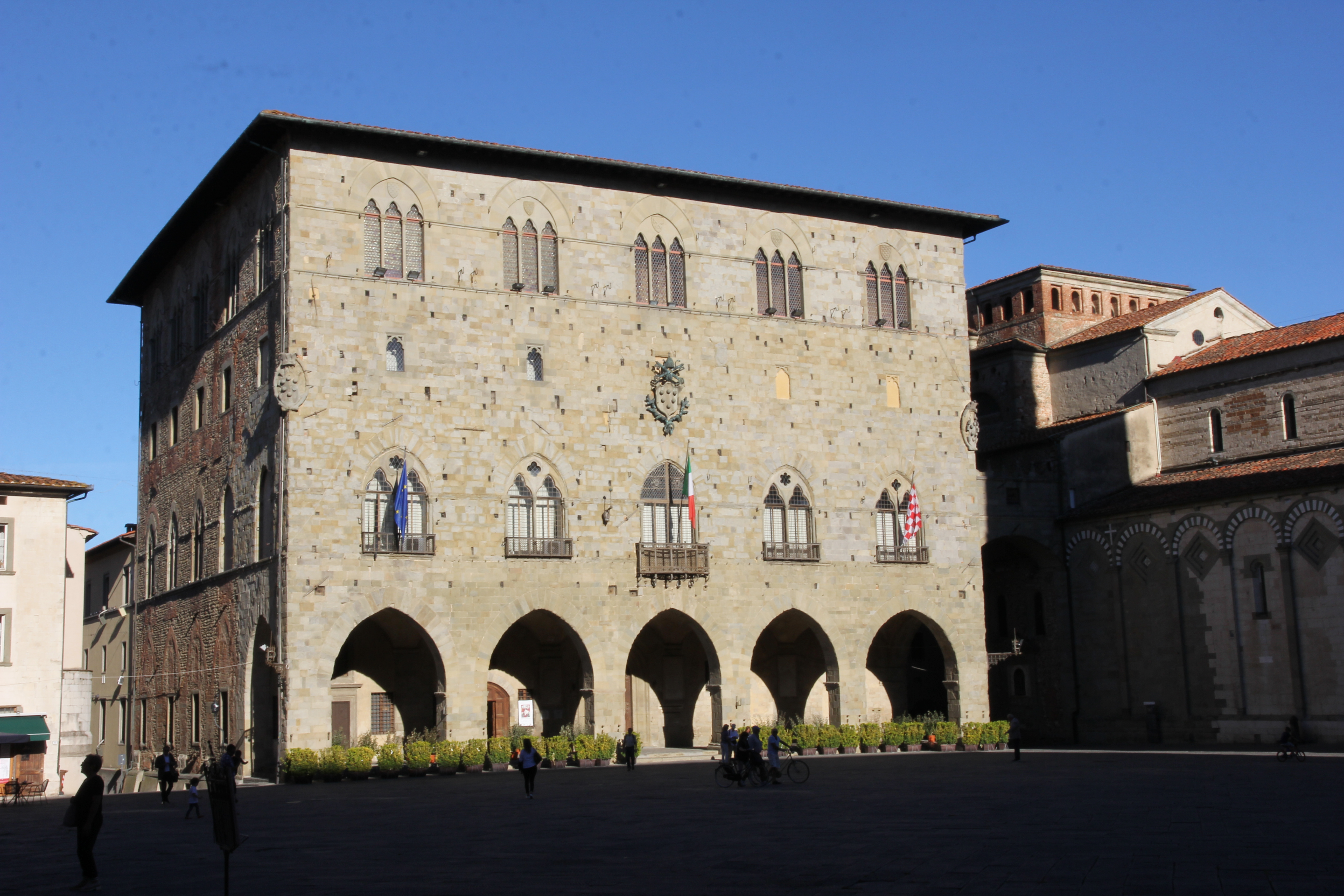
Palazzo del Comune

## Partnerstädte
- Zittau, Deutschland
- Kruševac, Serbien
- Pau, Frankreich
- Reutlingen, Deutschland[3]

## Söhne und Töchter der Stadt
- Cino da Pistoia (um 1270–1336/1337), Jurist und Dichter
- Andreas Franchi (1335–1401), Bischof
- Buonaccorso da Montemagno der Ältere (–1390), Jurist und Botschafter
- Buonaccorso da Montemagno der Jüngere (1391/1393–1429), Humanist und Dichter
- Domenico Rosselli (um 1439–um 1497/1498), Bildhauer
- Leonardo Grazia (1502–1548), Maler
- Francesco Bracciolini (1566–1646), Dichter
- Clemens IX. (1600–1669), Papst von 1667 bis 1669
- Atto Melani (1626–1714), Kastratensänger, Diplomat, Spion und Schriftsteller
- Giovanni Pietro Pinamonti (1632–1703), Jesuit und Schriftsteller
- Giovanni Buonaventura Viviani (1638–1692), Komponist und Domkapellmeister in Pistoia (1687–1692)
- Alessandro Melani (1639–1703), Komponist
- Felice Rospigliosi (1639–1688), Kardinal
- Antonio Banchieri (1667–1733), Kardinalstaatssekretär
- Giuseppe Mariani (1681–1731), Barockbaumeister
- Ippolito Desideri (1684–1733), Jesuit und Missionar
- Francesco Manfredini (1684–1762), Komponist des Spätbarock
- Lodovico Giustini (1685–1743), Organist und Komponist
- Francesco Arcangeli (1737–1768), gilt als Mörder des Archäologen Johann Joachim Winckelmann
- Vincenzo Manfredini (1737–1799), Cembalist und Komponist
- Giuseppe Gherardeschi (1759–1815), Komponist und Kapellmeister in der Kathedrale von Pistoia (1800–1815)
- Filippo Pacini (1812–1883), Entdecker des Choleraerregers
- Teodulo Mabellini (1817–1897), Komponist
- Enrico Betti (1823–1892), Mathematiker und Ingenieur
- Giuseppe De Michelis (1872–1951), Diplomat und Politiker
- Manlio Pastorini (1879–1942), Turner
- Renato Fondi (1887–1929), Dichter und Musikwissenschaftler
- Giovanni Michelucci (1891–1990), Architekt und Stadtplaner
- Raffaello Pacini (1899–1964), Dokumentarfilmer und Regisseur
- Marino Marini (1901–1980), Bildhauer und Grafiker
- Licio Gelli (1919–2015), Gründer der italienischen Freimaurerloge Propaganda Due
- Mauro Bolognini (1922–2001), Filmregisseur
- Carlo Chiti (1924–1994), Konstrukteur
- Roberto Bussinello (1927–1999), Autorennfahrer
- Ardico Magnini (1928–2020), Fußballspieler
- Loretto Petrucci (1929–2016), Radrennfahrer
- Sergio Bazzini (1935–2025), Drehbuchautor und Regisseur
- Luciano Agostiniani (1939–2022), Linguist und Etruskologe
- Adolfo Natalini (1941–2020), Architekt, Designer und Städtebauer
- Giovanni Federico (* 1954), Historiker
- Marco Venturini (* 1960), Sportschütze
- Gabriele Magni (* 1973), Fechter
- Luca Mazzanti (* 1974), Fahrzeugkonstrukteur
- Marco Osella (* 1981), Radrennfahrer
- Francesco Ginanni (* 1985), Radrennfahrer

### Geschichte
- Natale Rauty: Storia di Pistoia. Bd. 1: Dall'alto Medioevo all'età precomunale (406–1105). Firenze 1988, ISBN 88-00-85542-3.
- Giovanni Cherubini: Storia di Pistoia. Bd. 2: L'età del libero comune. Dall'inizio del XII alla metà del XIV secolo. Firenze 1998, ISBN 88-00-85708-6.
- Giuliano Pinto, Francesco Neri: Storia di Pistoia. Bd. 3: Dentro lo stato Fiorentino dalla metà del XIV alla fine del XVIII secolo. Firenze 1999, ISBN 88-00-85710-8.
- Giorgio Peracchi, Alessandro Andreini: Storia di Pistoia. Bd. 4: Nell'età delle rivoluzioni (1777–1940). Firenze 2000, ISBN 88-00-85709-4.
- Peter Lütke Westhues: Beobachtungen zum Charakter und zur Datierung der ältesten Statuten der Kommune Pistoia aus dem 12. Jahrhundert, in: Quellen und Forschungen aus italienischen Archiven und Bibliotheken 77 (1997) 51–83. (online)
- Giampaolo Francesconi: «La città era ben murata e merlata». Crescita urbana e costruzione delle mura nella Pistoia comunale, in: Bullettino Storico Pistoiese CXVII (2015) 37–66.

### Geographie
- Emanuele Repetti: PISTOJA (PISTORIUM). In: Dizionario Geografico Fisico Storico della Toscana. (1833–1846), Onlineausgabe der Universität Siena (pdf, ital.).